# Клетка крови (Доктор Кто)
«Клетка крови» — роман британского писателя Джеймса Госса в сеттинге популярного телесериала «Доктор Кто», с Двенадцатым Доктором и Кларой Освальд.

## Производство
13 ноября 2014 года была выпущена аудиоверсия книги, прочитанная актёром Колином Макфарлейном, который сыграл капитана Морана в двухсерийной истории «На дне озера»/«Перед потопом» и генерала Остина Пирса в «Торчвуде».

## Отзывы
«Клетка крови» была названа «захватывающей сенсацией», получив в целом положительные отзывы. В большинстве из них был отмечен необычный способ повествования от первого лица администратора тюрьмы, в которой происходит действие книги, известного как Управитель. Также был отмечен и более мрачный, тёмный тон. Взаимодействие между Доктором и Управителем описано как «весьма удачное сочетание и интересный дуэт». Госсу прекрасно удалось уловить дразнящую любовь/ненависть в отношениях Доктора и Клары, пререкания между ними. Доктор Питера Капальди весьма узнаваем, автор поймал его «своенравное изображение персонажа очень хорошо», и интеллектуальная, равно как и саркастическая стороны Двенадцатого Доктора с «обилием остроумного обескураживания» отображены очень точно. Что касается Клары, то Госс хорошо изобразил её «спокойную решимость», и был удостоен похвалы за «отличное понимание персонажа, словно он забрался ей в голову и идеально уловил её характер».